# Эрве IV де Донзи
Эрве IV де Донзи (фр. Hervé IV de Donzy; ок. 1175 — 22 января 1222, замок Сен-Эньян) — сеньор де Донзи, де Кон-сюр-Луар, де Шатель-Сенсуар и де Сен-Эньян с 1187, сеньор де Жиан 1197/1198—1199, сеньор де Монмирай с 1205, граф Невера (по праву жены) с 1199, граф Тоннера (по праву жены) с 1217, граф Осера (по праву жены) с 1219, 4-й сын Эрве III, сеньора де Донзи, и Матильды де Гуэ, дочери Гильома IV де Гуэ, сеньора де Монмирай. Один из самых значительных французских сеньоров во время правления короля Филиппа II Августа.

## Биография
Происходил из бургундского рода Донзи, владения которого были разбросаны по разным частям Франции, основные находились в графстве Осер (Донзи) и в Шампани (Сен-Эньян). Его отец, Эрве III, и старший брат Гильом участвовали в Третьем крестовом походе, где и умерли. После смерти отца Эрве IV унаследовал часть его владений, включая Донзи и Сен-Эньян. Смерть одного из старших братьев, Филиппа принесла ему также сеньорию Жиан в графстве Невер.
Однако вскоре из-за Жиана у Эрве возник конфликт с графом Невера, Осера и Тоннера Пьером II де Куртене, его сюзереном. В результате разгоревшегося в 1199 году вооружённого конфликта в битве около Кон-сюр-Луар Пьер попал в плен к Эрве, но получил свободу благодаря вмешательству своего родственника короля Франции Филиппа II Августа, который, однако, желая иметь Эрве в качестве союзника для борьбы против Англии, вынудил Пьера выдать за Эрве дочь Матильду, наследницу Невера, Осера и Тоннера, а также передать ему Невер. В ответ Эрве принёс присягу верности королю Филиппу и согласился уступить Жиан французской короне. Передача Невера была ратифицирована королём Филиппом в октябре 1199 года.
В 1203—1204 годах Эрве участвовал в захвате Филиппом II Августом Нормандии, а позже принимал активное участие в походах королевской армии в Турень и Пуату. После гибели в 1205 году своего брата Рено де Монмирай Эрве получил его сеньорию Монмирай.
Несмотря на то, что в 1208 году папа Иннокентий III порицал Эрве как друга еретиков и евреев, тот в 1209 году принял участие в Альбигойском крестовом походе в южную Францию, однако в отличие от многих других сеньоров отказался участвовать в управлении захваченными областями и вернулся в свои владения. В 1210 году под нажимом короля Филиппа и папы обязался не предоставлять защиту евреям, за которыми охотится король.
Следующие несколько лет прошли в конфликтах Эрве против бургундских аббатств Везле и Клюни. Особенно серьёзным оказался конфликт с Везле, аббаты которого давно пытались освободиться из-под влияния графов Невера, что часто приводило к вооружённым столкновениям. Аббаты Везле утверждали, что они зависят только от папы и не должны нести никакой службы графам Невера, которые, в свою очередь, заявляли, что они являются единственными защитниками аббатства и требовали за это от монахов различные повинности по отношению к ним, прежде всего — кормить графа и его рыцарей, когда те появлялись в аббатстве. Этот конфликт, подробно описанный монастырским хронистом Гуго из Пуатье, длился с начала XII века.
В 1207 году аббатом Везле был избран Готье. Практически сразу же Эрве потребовал от него плату за избрание. Готье отказался признать это требование, но преподнес в дар Эрве пятьсот ливров. Эта сумма показалась графу слишком маленькой и он стал требовать с аббата под различными надуманными предлогами деньги. Кроме того, Эрве укрывал разбойников, грабивших владения аббатства, а иногда и сам захватывал его имущество. Всё это вызывало недовольство аббата Готье, который в итоге пожаловался королю. Филипп II отдал приказ Эрве воздержаться от бесчинств. Внешне граф подчинился, однако продолжал попустительствовать врагам монастыря, игнорируя все жалобы.
В итоге отчаявшийся аббат Готье в 1211 году обратился с жалобой к папе Иннокентию III, который 13 ноября 1211 года отправил епископу Парижа Роберу де Курсону требование отлучить графа Эрве от церкви и при необходимости наложить интердикт на его владения, если королю Филиппу не удастся в течение двух месяцев заставить его подписать мир с аббатством. Однако даже эта угроза не подействовала, в результате чего Эрве оставался под отлучением до конца 1213 года. 
Для того, чтобы вынудить Эрве к миру, папе пришлось прибегнуть к другому средству. Ещё в 1205 году герцог Бургундии обвинил Эрве в том, что его брак с Матильдой является неканоническим, поскольку они находятся в четвёртой степени родства. Тогда папа Иннокентий велел провести расследование, однако никаких шагов для этого предпринято не было. Но в июне 1212 года папа велел возобновить расследование. Только тогда Эрве, который в результате развода потерял бы Невер, был вынужден пойти на переговоры с папой. По договору между Эрве и аббатом Готье 12 апреля 1213 года при посредничестве папы Иннокентия граф Невера мог появляться в монастыре Везле только два раза в год — на Пасху и в день праздника Марии Магдалины, и тогда монахи были обязаны давать ему ввиду его полномочий компенсацию в сто ливров. На этом была поставлена точка в продолжавшемся больше века конфликте. Договор был утверждён королём, а с Эрве было снято отлучение.
Оставался вопрос о законности брака. Иннокентий некоторое время не принимал никакого решения. Обеспокоенный Эрве написал папе письмо, в котором упирал на то, что брак продолжается уже достаточно давно и в нём к тому моменту родилось двое детей. Кроме того, он обещал принять крест. В итоге 20 декабря 1213 года Иннокентий III даровал папское прощение, объявившее его брак навсегда неоспоримым.
В 1214 году Эрве перешёл на сторону короля Англии Иоанна Безземельного. После битвы при Бувине, в которой англо-германская армия, возглавляемая императором Священной Римской империи Оттоном IV была разбита королём Франции, Филипп II конфисковал ряд владений Эрве, примыкавших к английской территории. Однако Филипп был заинтересован в том, чтобы владения Эрве унаследовал один из членов королевской семьи. В итоге в 1215 году Эрве помолвил свою дочь и наследницу Агнес за Филиппа, внука короля Филиппа II, сына будущего короля Людовика VIII. Планам короля помешала ранняя смерть принца Филиппа, который умер в следующем году, однако король потребовал от Эрве обещания, что он не выдаст свою дочь замуж без его разрешения.
В 1217 году тесть Эрве Пьер де Куртене был избран императором Латинской империи. Перед тем, как отправиться в свои новые владения, он передал зятю графство Тоннер. Однако вскоре после этого Пьер попал в плен, где и умер в 1219 году. 
Эрве, верный обещанию папе, в 1218 году отправился в Пятый крестовый поход. Он участвовал в осаде Дамьетты, однако, узнав о смерти Пьера де Куртене, покинул армию крестоносцев и вернулся во Францию. Там он от имени жены предъявил права на графство Осер. Тоннер ему удалось занять без проблем, а на Осер предъявили претензии Филипп II, маркграф Намюра, сын Пьера II от второго брака, и Роберт де Куртене, брат Пьера II. Но при поддержке папы Гонория II графство Осер было передано Эрве. При этом он столкнулся с сопротивлением епископа Осера Гильома де Сеньеле, однако после того, как тот в 1220 году отправился в Париж, Эрве штурмом взял город Осер. По сообщению «Хронике епископов Осерских» город был разграблен, а большинство горожан, опасаясь жестокостей и бесчинств, разбежалось.
В 1221 году Агнес, дочь Эрве, была выдана замуж за Ги I (IV) де Шатильона, графа де Сен-Поль. 
Эрве умер 22 января 1222 года. По слухам он был отравлен. Графства Невер, Осер и Тоннер оказались под управлением вдовы Эрве Матильды, которая вышла второй раз замуж за Гига IV (ок. 1199 — 1241), графа де Форе.

## Брак и дети
Жена: с 1199 Матильда (Маго) I де Куртене (ок. 1188 — 29 июля 1257), графиня Невера с 1199, графиня Тоннера с 1217, графиня Осера с 1219, дочь Пьера II де Куртене, сеньора де Куртене, графа Невера, Осера и Тоннера, маркиза Намюра, императора Латинской империи, от первого брака с Агнес I, графиней Невера, Осера и Тоннера. Дети:
- Гильом (ум. ок. 1207/1212)
- Агнес (ок. 1205—1225), дама де Донзи с 1222, наследница графств Невер, Осер и Тоннер; муж: с 1221 Ги I (IV) де Шатильон (до 1196 — 1226), граф де Сен-Поль с 1221